# Palazzo Chaves del Monte
Il Palazzo Chaves del Monte è un edificio d'interesse storico e architettonico di Napoli, ubicato in vico Santo Spirito di Palazzo, nei pressi della celebre Piazza del Plebiscito.
Questo palazzo venne certamente costruito nella seconda metà del XVI secolo,  fase caratterizzata da una grande espansione della città verso ovest.
Attraverso la relazione censuaria sulle proprietà della collina di Pizzofalcone redatta da Antonio Galluccio nel 1689 sappiamo che il  palazzo venne acquistato nel 1619 dal grande pittore ispano-napoletano Jusepe de Ribera. 
Nel corso del '700 divenne la dimora dei Chaves del Monte, i quali commissionarono lavori d'ingrandimento all'architetto Luca Vecchione. Vi parteciparono anche vari capomastri e artigiani, tra cui Baldassare Sperindeo che si occupò dei balconi in piperno e  Nicola Caporotunno, pittore ornamentista, che realizzò delle decorazioni negli interni.
Nel catasto francese del 1815 risultava ancora di proprietà dei Chaves; e dunque possiamo immaginare che iniziò a trasformarsi in condominio nel periodo successivo all'Unità d'Italia.
Il palazzo presenta sul vico Santo Spirito una sobria facciata di tre piani. Alla base si apre un possente portale in piperno, materiale che caratterizza anche le cornici di tutte le finestre e i tre balconi del piano nobile. Superato l'androne, si giunge al cortile, alla cui destra vi è l'antica scala che conduce agli appartamenti.
Allo stato attuale l'edificio è adibito ad abitazioni private in un buono stato conservativo.